# 나경석
나경석(羅景錫, 1890년 9월 27일(음력 8월 14일) ∼ 1959년 12월 31일)은 일제강점기의 독립운동가 겸 교육자, 사회운동가였다. 독립운동가 겸 화가, 작가, 시인인 나혜석의 오빠이다.

## 생애
그는 일찍이 일본으로 유학, 유학 중에도 한인 유학생 활동에 적극 참여하였다. 1914년 도쿄 고등공업학교(현 도쿄 공업대학)를 졸업한 뒤, 유학 때 만난 친구인 신익희 등과 함께 축구단을 조직하여 전국을 순회하였다. 1918년 6월 윌슨의 민족자결주의 가 발표된 후에 신익희, 윤홍섭 등과 함께 비밀리에 독립운동을 모의하였다.
1945년 조선 광복(8·15) 후 1948년 대한민국 정부 수립이 되자 한국 전쟁 시절 대한민국 문교부 편수관 직책을 잠시 지냈다.

## 같이 보기
| - 나혜석 - 이광수 - 안재홍 - 최남선 - 신익희 - 김원봉 - 윤치호 - 윤치영 - 윤홍섭 | - 주요한 - 김동인 - 김명순 - 나기정 - 송진우 - 김성수 - 윤홍섭 - 나영균 - 나문희 |